# La Esperanza (södra Tantoyuca kommun)
La Esperanza är en ort i Mexiko.   Den ligger i kommunen Tantoyuca och delstaten Veracruz, i den sydöstra delen av landet, 230 km norr om huvudstaden Mexico City. La Esperanza ligger 116 meter över havet och antalet invånare är 244.
Terrängen runt La Esperanza är huvudsakligen platt, men österut är den kuperad. Runt La Esperanza är det ganska tätbefolkat, med 72 invånare per kvadratkilometer. Närmaste större samhälle är Tantoyuca, 9,4 km norr om La Esperanza. Trakten runt La Esperanza består till största delen av jordbruksmark.